# Anheizhaus

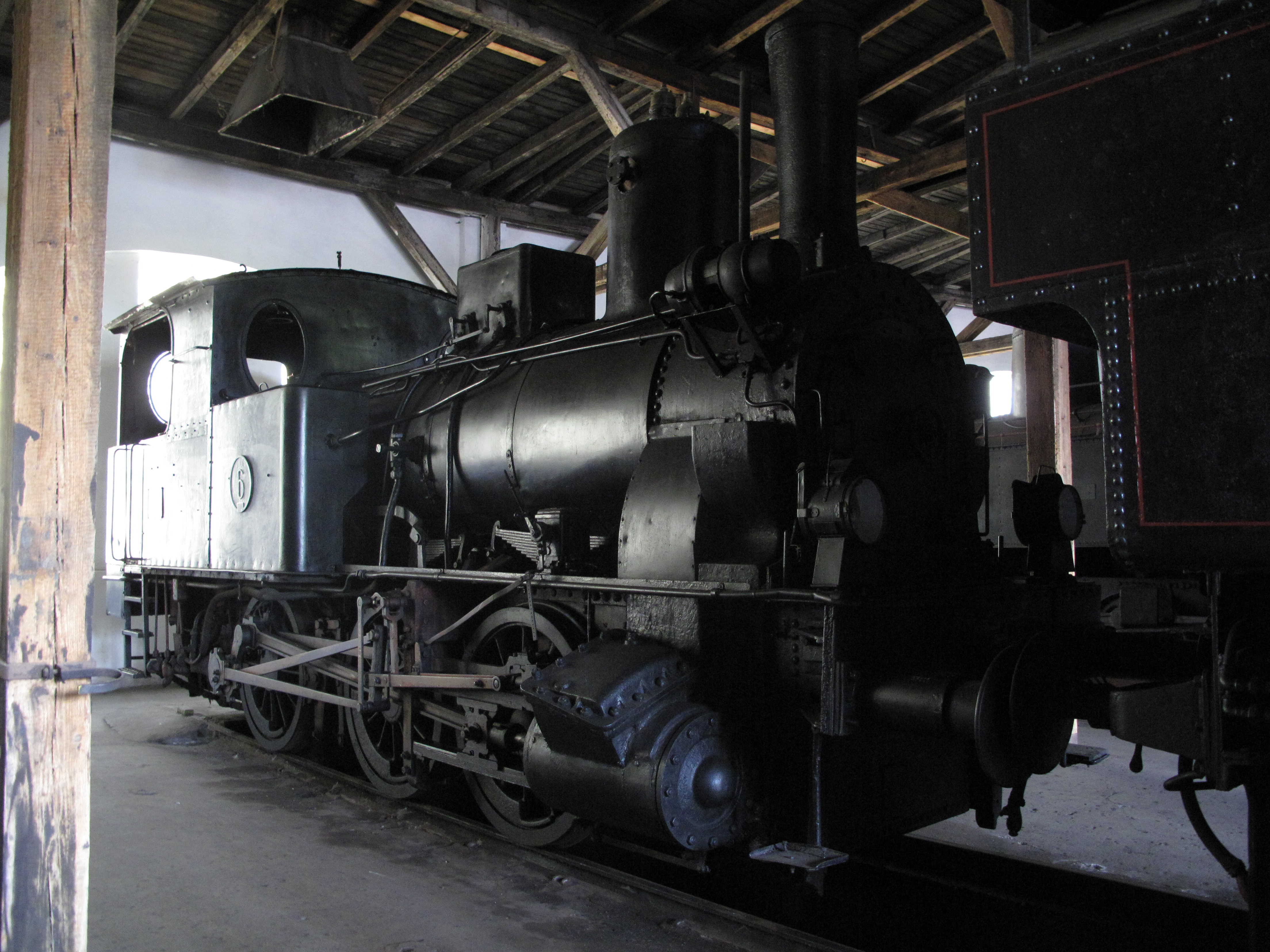
Lokomotive Nr. 6 der KND im Schuppen des Eisenbahnmuseum Lužná u Rakovníka, 2011

Als Anheizhaus wird die Abteilung im Dampflokausbesserungswerk benannt, wo die Dampflokomotive nach dem Zusammenbau bei der Hauptinstandsetzung und der Endprüfung wieder angeheizt und fahrfähig gestaltet wird.
Im Anheizhaus werden zusätzlich alle Arbeiten ausgeführt, die zur Prüfung der Dampflokomotive für den störungsfreien und optimalen Betrieb erforderlich sind, so das Bestücken der Lokomotiven mit den Indiziergeräten, die Montage der Schieber und sonstige Geräte, deren Montage und Prüfung nur an der unter Dampf stehenden Lokomotive durchgeführt werden können. Das Anheizhaus ist Station der generalreparierten Dampflokomotive bis zu der Übergabe an den Kunden.
Die Atmosphäre in einem Anheizhaus kann man sich etwa wie auf dem abgebildeten Foto vorstellen; diffuses Licht, der typische Dampflokgeruch von Dampf und heißem Öl, der bei dem Anheizen und Dichtheitsproben an der Dampfmaschine auftritt. Große Ausbesserungswerke haben die Möglichkeit, generalreparierte Lokomotiven durch eine Spenderlokomotive mit Frischdampf zu versorgen, das verkürzt den Anheizprozess wesentlich. Eine auf diese Methode versorgte Lokomotive benötigt ungefähr acht bis zehn Stunden für den Anheizprozeß.
Die nach dem Anheizen der Lokomotiven noch nötigen Arbeiten wie Einstellen der Kesselsicherheitsventile oder Ausblasen der Schiebergehäuse werden wegen der Lärmbelästigung aber lieber im Freien durchgeführt. Das setzt die baulichen Bedingungen voraus, dass die Lokomotiven das Anheizhaus schnell verlassen und wieder befahren können.